# Rita Pavone

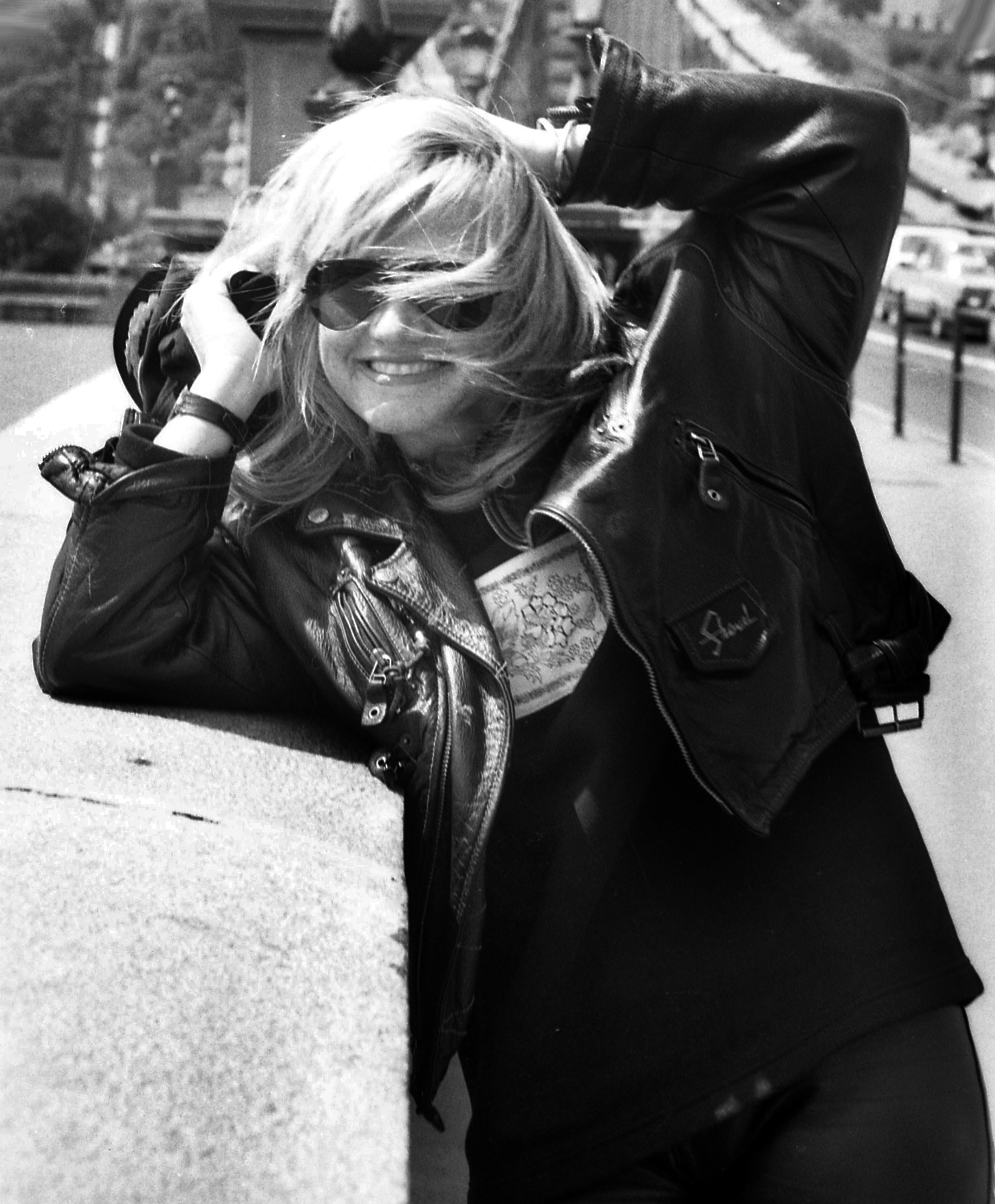
Rózsavölgyi Gyöngyi felvétele

Rita Pavone (Torino, 1945. augusztus 23. –) olasz énekesnő és színésznő.

## Élete
Torinóban született és tizenhét évesen jelentkezett egy olasz dalversenyre, melyet megnyert. Ezen a dalversenyen ismerkedett meg a nála húsz évvel idősebb Teddy Reno énekessel, aki a szárnyai alá vette és össze is házasodtak. Kiadták nem sokkal ezután első lemezét és ismertté vált nemzetközileg is, mivel dalai szövegét angol nyelvre is lefordították. Amerikában olyan sztárokkal turnéztak, mint Diana Ross, Ella Fitzgerald, Paul Anka, Tom Jones, vagy Duke Ellington.
Férjével Teddy Renóval Svájcban Ticino kantonban telepedtek le és két fiuk született Alessandro és Giorgio, akik szintén előadóművészek.

## Diszkográfiája
- Rita Pavone (1963, CD: 2003)
- Non è facile avere 18 anni/Son finite le vacanze (1963)
- Datemi un martello/Che m'importa del mondo (1964) (RCA Italiana, PM 3243)
- Il giornalino di Gianburrasca (1965)
- Stasera Rita (1965)
- È nata una stella (1966, válogatás)
- Ci vuole poco (1967)
- Little Rita nel West (1968)
- Rita 70
- Viaggio a Ritaland (1970)
- Gli Italiani vogliono cantare (1972)
- Rita ed io (1976)
- R.P. (1980)
- Gemma e le altre (1989)

## Filmjei
- Il giornalino di Gian Burrasca, 1965, Zenés televíziós filmsorozat, amelyben egy rosszcsont kisfiút játszik
- Rita (Rita, la figlia americana), 1965, olasz zenés vígjáték, (Totò, Fabrizio Capucci)
- Rita, a szúnyog (Rita La Zanzara), 1966, színes, olasz zenés vígjáték (Giancarlo Gianini, Teddy Reno)
- Ne ingereljétek a mamát! (Non stuzzicate la Zanzara) 1967, színes, olasz zenés vígjáték (Giancarlo Gianini, Teddy Reno)
- Az altábornagy lány - (La feldmarescialla) 1967, zenés vígjáték (Mario Goritti)
- Rita, a vadnyugat réme (Little Rita nel west), 1967, színes, olasz zenés- western-vígjáték (Terence Hill, Teddy Reno)